# Bregenzer Ach
Bregenzer Ach är ett vattendrag i Österrike.   Det ligger i förbundslandet Vorarlberg, i den västra delen av landet, 500 km väster om huvudstaden Wien.
Runt Bregenzer Ach är det i huvudsak tätbebyggt. Runt Bregenzer Ach är det tätbefolkat, med 319 invånare per kvadratkilometer.